# Halowe Mistrzostwa Świata w Lekkoatletyce 2001 – pięciobój kobiet
Pięciobój kobiet – jedna z konkurencji rozgrywanych podczas halowych mistrzostw świata w lekkoatletyce w 2001, zmagania w niej odbyły się 9 marca.
Do konkursu zgłoszonych zostało 8 zawodniczek z 6 państw.
Zawody w tej konkurencji wygrała reprezentantka Białorusi Natalla Sazanowicz. Drugą pozycję zajęła zawodniczka z Rosji Jelena Prochorowa, trzecią zaś reprezentująca Niemcy Karin Ertl.

## Wyniki

### Bieg na 60 m ppł
Źródło: 
| Miejsce | Zawodniczka          | Państwo  | Wynik | Uwagi |
| ------- | -------------------- | -------- | ----- | ----- |
| 1.      | Natalla Sazanowicz   | Białoruś | 8,25  |       |
| 2.      | Sabine Braun         | Niemcy   | 8,32  |       |
| 3.      | Anżeła Atroszczanka  | Turcja   | 8,45  |       |
| 4.      | Jelena Prochorowa    | Rosja    | 8,46  |       |
| 5.      | Karin Ertl           | Niemcy   | 8,51  |       |
| 6.      | Līga Kļaviņa         | Łotwa    | 8,52  |       |
| 7.      | Natalja Roszczupkina | Rosja    | 8,60  | PB    |
| 8.      | Urszula Włodarczyk   | Polska   | 8,79  |       |

### Skok wzwyż
Źródło: 
| Miejsce | Zawodniczka          | Państwo  | Wysokość (m) | Wysokość (m) | Wysokość (m) | Wysokość (m) | Wysokość (m) | Wysokość (m) | Wysokość (m) | Wysokość (m) | Wysokość (m) | Wysokość (m) | Wynik | Uwagi |
| Miejsce | Zawodniczka          | Państwo  | 1,65         | 1,68         | 1,71         | 1,74         | 1,77         | 1,80         | 1,83         | 1,86         | 1,89         | 1,92         | Wynik | Uwagi |
| ------- | -------------------- | -------- | ------------ | ------------ | ------------ | ------------ | ------------ | ------------ | ------------ | ------------ | ------------ | ------------ | ----- | ----- |
| 1.      | Līga Kļaviņa         | Łotwa    | –            | –            | –            | O            | O            | O            | O            | O            | XO           | XXX          | 1,89  | PB    |
| 2.      | Natalja Roszczupkina | Rosja    | O            | O            | O            | O            | XO           | O            | XXO          | XXX          | –            | –            | 1,83  | PB    |
| 2.      | Karin Ertl           | Niemcy   | –            | O            | O            | O            | XO           | O            | XXO          | XXX          | –            | –            | 1,83  |       |
| 4.      | Natalla Sazanowicz   | Białoruś | –            | O            | –            | O            | O            | XO           | XXX          | –            | –            | –            | 1,80  |       |
| 5.      | Sabine Braun         | Niemcy   | –            | –            | O            | XXO          | XO           | XO           | XXX          | –            | –            | –            | 1,80  |       |
| 6.      | Jelena Prochorowa    | Rosja    | –            | O            | O            | O            | O            | XXX          | –            | –            | –            | –            | 1,77  |       |
| 7.      | Anżeła Atroszczanka  | Turcja   | O            | O            | O            | O            | XO           | XXX          | –            | –            | –            | –            | 1,77  | PB    |
| 8.      | Urszula Włodarczyk   | Polska   | –            | O            | XO           | XXO          | XXX          | –            | –            | –            | –            | –            | 1,74  |       |

### Pchnięcie kulą
Źródło: 
| Miejsce | Zawodniczka          | Państwo  | Podejście | Podejście | Podejście | Wynik | Uwagi |
| Miejsce | Zawodniczka          | Państwo  | #1        | #2        | #3        | Wynik | Uwagi |
| ------- | -------------------- | -------- | --------- | --------- | --------- | ----- | ----- |
| 1.      | Natalla Sazanowicz   | Białoruś | 16,31     | 15,48     | –         | 16,31 |       |
| 2.      | Karin Ertl           | Niemcy   | 14,79     | –         | –         | 14,79 | PB    |
| 3.      | Natalja Roszczupkina | Rosja    | 14,43     | X         | 14,30     | 14,43 | PB    |
| 4.      | Sabine Braun         | Niemcy   | 14,15     | 14,37     | X         | 14,37 |       |
| 5.      | Jelena Prochorowa    | Rosja    | 13,00     | 14,03     | X         | 14,03 |       |
| 6.      | Līga Kļaviņa         | Łotwa    | 13,78     | X         | X         | 13,78 |       |
| 7.      | Urszula Włodarczyk   | Polska   | 13,73     | X         | 13,59     | 13,73 |       |
| 8.      | Anżeła Atroszczanka  | Turcja   | 12,89     | 12,99     | 13,04     | 13,04 |       |

### Skok w dal
Źródło: 
| Miejsce | Zawodniczka          | Państwo  | Podejście | Podejście | Podejście | Wynik | Uwagi |
| Miejsce | Zawodniczka          | Państwo  | #1        | #2        | #3        | Wynik | Uwagi |
| ------- | -------------------- | -------- | --------- | --------- | --------- | ----- | ----- |
| 1.      | Natalla Sazanowicz   | Białoruś | 6,49      | X         | 6,69      | 6,69  |       |
| 2.      | Jelena Prochorowa    | Rosja    | 6,42      | 6,30      | 6,38      | 6,42  |       |
| 3.      | Karin Ertl           | Niemcy   | 6,09      | 6,31      | 6,34      | 6,34  |       |
| 4.      | Sabine Braun         | Niemcy   | X         | 6,27      | 6,02      | 6,27  |       |
| 5.      | Anżeła Atroszczanka  | Białoruś | 6,09      | 5,80      | 6,19      | 6,19  |       |
| 6.      | Līga Kļaviņa         | Łotwa    | 6,17      | X         | 6,13      | 6,17  |       |
| 7.      | Natalja Roszczupkina | Rosja    | 6,08      | 5,81      | X         | 6,08  |       |
| 8.      | Urszula Włodarczyk   | Polska   | 5,84      | 5,79      | –         | 5,84  |       |

### Bieg na 800 m
Źródło: 
| Miejsce | Zawodniczka          | Państwo  | Wynik   | Uwagi |
| ------- | -------------------- | -------- | ------- | ----- |
| 1.      | Jelena Prochorowa    | Rosja    | 2:09,85 |       |
| 2.      | Natalja Roszczupkina | Rosja    | 2:10,61 | PB    |
| 3.      | Anżeła Atroszczanka  | Turcja   | 2:10,90 | PB    |
| 4.      | Sabine Braun         | Niemcy   | 2:17,45 | PB    |
| 5.      | Karin Ertl           | Niemcy   | 2:18,48 | PB    |
| 6.      | Natalla Sazanowicz   | Białoruś | 2:23,20 |       |
| 7.      | Līga Kļaviņa         | Łotwa    | 2:42,24 |       |
| –       | Urszula Włodarczyk   | Polska   | DNF     |       |

### Ostateczna klasyfikacja
| Miejsce | Zawodniczka          | Państwo  | Konkurencje | Konkurencje | Konkurencje | Konkurencje | Konkurencje   | Wynik | Uwagi |
| Miejsce | Zawodniczka          | Państwo  | 60H         | HJ          | SP          | LJ          | 800           | Wynik | Uwagi |
| ------- | -------------------- | -------- | ----------- | ----------- | ----------- | ----------- | ------------- | ----- | ----- |
| 01 !    | Natalla Sazanowicz   | Białoruś | 1073 (8,25) | 978 (1,80)  | 949 (16,31) | 1069 (6,69) | 781 (2:23,20) | 4850  |       |
| 02 !    | Jelena Prochorowa    | Rosja    | 1026 (8,46) | 941 (1,77)  | 796 (14,03) | 981 (6,42)  | 967 (2:09,85) | 4711  |       |
| 03 !    | Karin Ertl           | Niemcy   | 1015 (8,51) | 1016 (1,83) | 847 (14,79) | 956 (6,34)  | 844 (2:18,48) | 4678  |       |
| 4.      | Natalja Roszczupkina | Rosja    | 995 (8,60)  | 1016 (1,83) | 823 (14,43) | 874 (6,08)  | 956 (2:10,61) | 4664  |       |
| 5.      | Sabine Braun         | Niemcy   | 1057 (8,32) | 978 (1,80)  | 819 (14,37) | 934 (6,27)  | 858 (2:17,45) | 4646  |       |
| 6.      | Anżeła Atroszczanka  | Turcja   | 1028 (8,45) | 941 (1,77)  | 730 (13,04) | 908 (6,19)  | 951 (2:10,90) | 4558  |       |
| 7.      | Līga Kļaviņa         | Łotwa    | 1013 (8,52) | 1093 (1,89) | 779 (13,78) | 902 (6,17)  | 547 (2:42,24) | 4334  |       |
| 8.      | Urszula Włodarczyk   | Polska   | 954 (8,79)  | 903 (1,74)  | 776 (13,73) | 801 (5,84)  | DNF           | 3434  |       |